# 六所神社 (掛川市)
六所神社（ろくしょじんじゃ）は、静岡県掛川市の神社。旧村社。

## 祭神
- 塩土老翁命
- 金山彦命
- 舟玉命
- 倉稲魂命
- 仁徳天皇
- 外一座

## 由緒

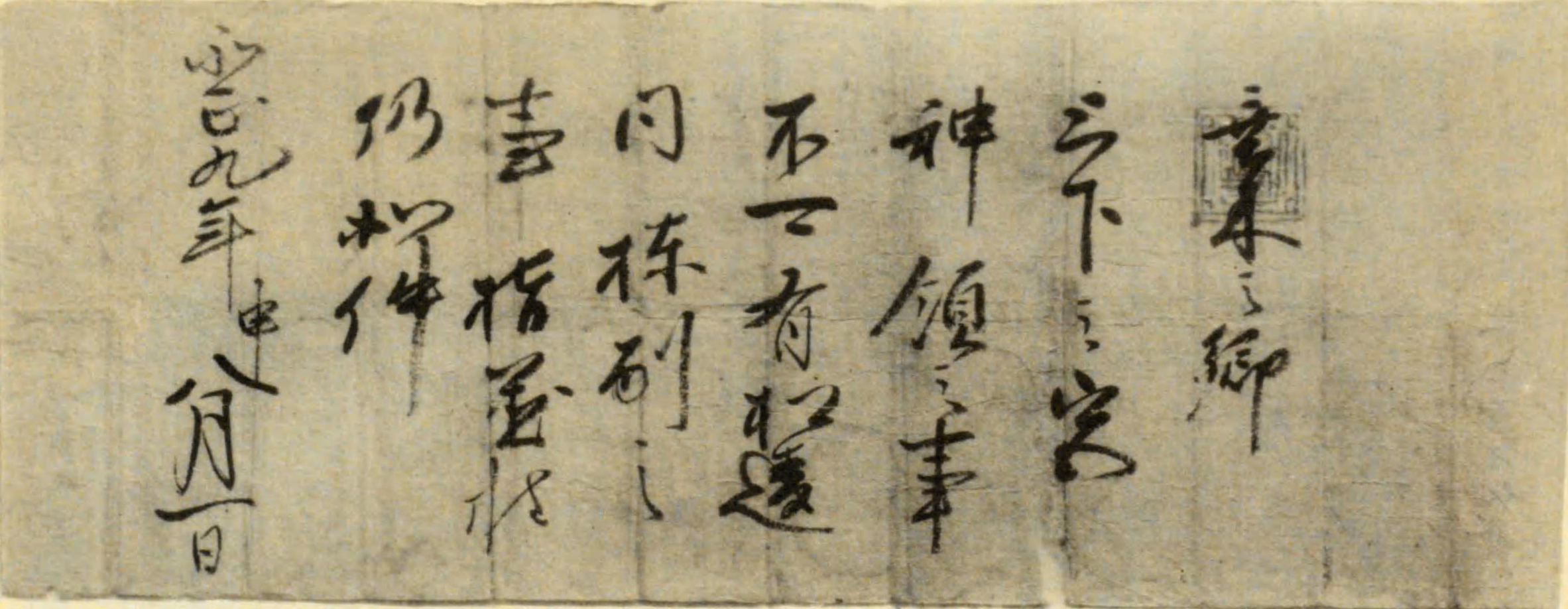
今川氏親の朱印状（『今川氏親朱印狀』永正9年8月1日、個人蔵）。「垂木之鄕・上下之宮・神領之事」と記されている

創立不明だが、保元年間の国乱に際して塩釜神社を合祀したとされ、同地区にある雨櫻神社を「上の宮」六所神社は「下の宮」とされている。元来は尾崎宮と称されていたが、近隣小社を合祀した際に六所神社または六所大明神と呼ばれるようになった。現存はしないが、永正11年に奥津信濃守久信が大檀那となり奉納されたと伝わる鐘に六所大明神と記載がある事から、この頃には六所の名が使われていたと考えられる。
本殿は天保3年に造られたものである。

## 祭事

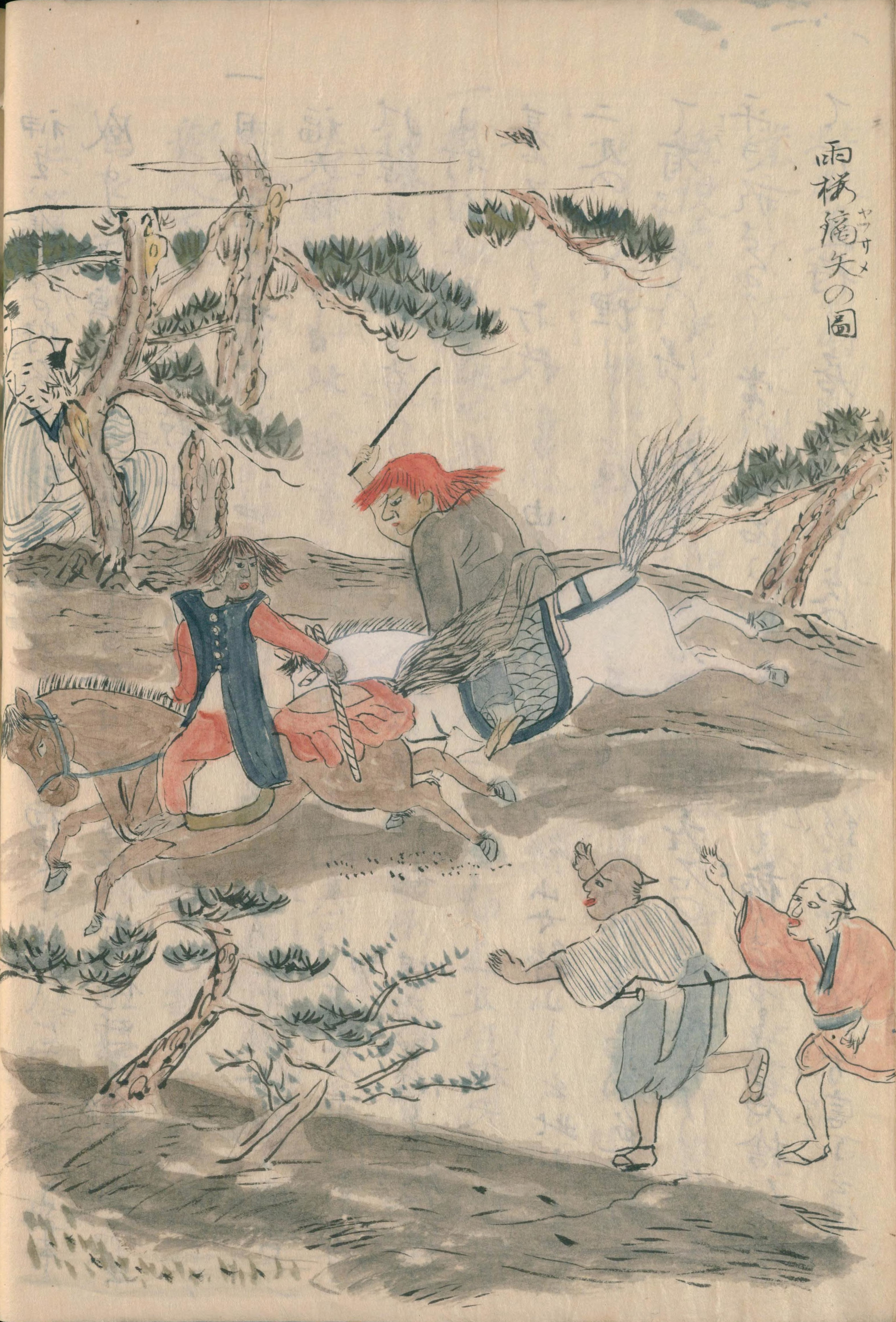
江戸時代の垂木の流鏑馬（「雨桜鏑矢の圖」藤長庚編集『遠江古蹟圖會』1803年。国立国会図書館蔵）

「垂木の祇園祭」と呼ばれ、7月中に８日間行われる祭事。雨櫻神社と六所神社の合同の祭事となる。祭事の起源は不明だが、享和3年の『遠江古蹟圖會』には記載があることから、この時代にはすでに定着していたと思われる。雨櫻神社(上の宮)から六所神社(下の宮)に神輿渡御が行われ、祭事の期間中、神輿は六所神社に一緒に祀られ、毎日正午に日供祭が斎行される。小麦俵を食い破り暴れた怪獣(大獅子)退治の伝承から、還御の前日夜には暴れた場所である中村家の前提にて「獅楽式」が行われる。還御当日には渡御の途中にある馬場にて流鏑馬神事が行われていた。戦後一時期衰退したが、平成に入り再興された。これらの由来から祭事は小麦の収穫期にあたり、期間中には決められた各家より小麦が入った「麦オコワ」が、神社に供えられる。
平成30年に掛川市無形民俗文化財に指定された。

## 御神木
高さ約１８ｍの杉の大木で、掛川市天然記念物に指定されている。天明7年の古文書にも記載があり、昔から村境や道標の目印とされてきたと伝わり、上垂木と下垂木の分かれ目となった。数年前より桜が寄生し、花を咲かせている。

## 境内社
地域の戦没者慰霊の為に昭和27年に創建され、当初は桜木村の出身者を祀ったので「桜木御霊神社」と称した。昭和29年に和田岡村と合併に際し、同村出身の戦没者も祀ったことから現在は「御霊神社」とされている。 

## 年間神事
- 1月1日 歳旦祭
- 1月3日 元始祭
- 2月11日 紀元祭
- 2月25日 祈年祭
- 6月30日 大祓
- 7月上旬 垂木の祇園祭
- 10月第2土日曜日 秋季大祭
- 10月17日 神嘗奉祝祭
- 11月25日 新嘗祭
- 12月31日 大祓・除夜祭

## 所在地
- 静岡県掛川市上垂木981番地

## リンク
- 雨櫻神社・六所神社サイト